# Alfonso González Lozano
Alfonso González Lozano (Lillo, 21 de febrero de 1856-Torrelodones, 31 de marzo de 1912) fue un político español, ministro de Gobernación durante la regencia de María Cristina de Habsburgo-Lorena.

## Biografía

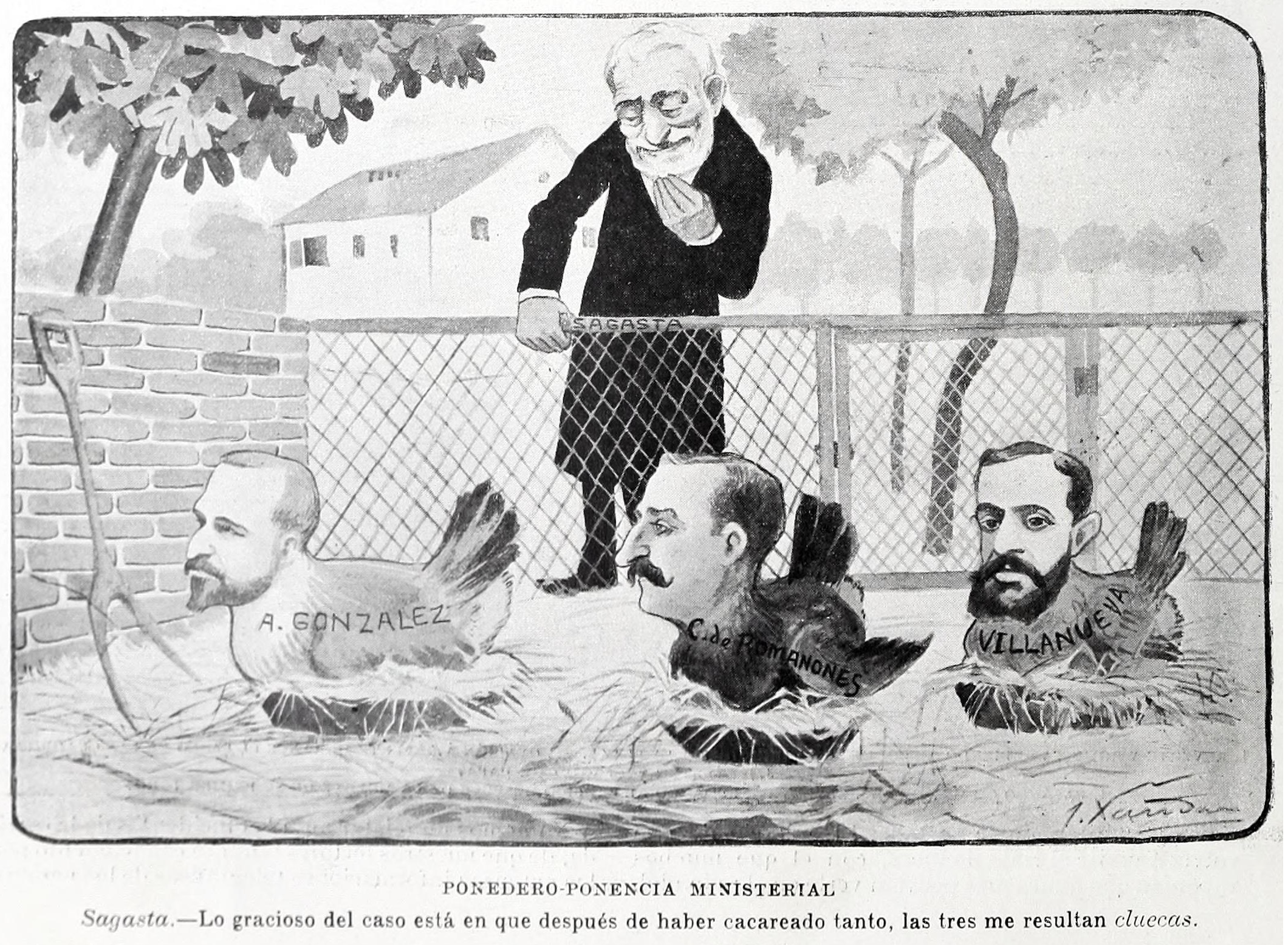
Caricaturizado como una gallina clueca junto con otros miembros del gabinete de Sagasta por Xaudaró.

Hijo del exministro Venancio González y Fernández, como miembro del Partido Liberal concurre a las elecciones de 1881 obteniendo acta de diputado en el Congreso por la provincia de Toledo, escaño que volverá a obtener en 1886 y en los sucesivos procesos electorales celebrados entre 1893-1901.
Fue ministro de Gobernación entre el 23 de julio de 1901 y el 19 de marzo de 1902 en un gabinete que presidió Sagasta. El 19 de septiembre de 1901 dictó un polémico decreto con el que se pretendía sujetar a las órdenes y congregaciones religiosas a la fiscalización del Estado, que fue considerado por grupos católicos como una trama contra la religión católica.